# Эндотелин
Эндотелин — сосудосуживающий пептид из 21 аминокислоты, играющий ключевую роль в гомеостазе кровеносных сосудов. Эндотелин является самым мощным из известных сосудосуживающих агентов. Он в 10 раз более активен, чем ангиотензин II.
Эндотелий секретирует большой эндотелин (проэндотелин) (38 аминокислотных остатков). Под влиянием эндотелинпревращающего фермента, находящегося внутри и на поверхности эндотелия, из большого эндотелина образуются три изомера эндотелинов.
Эндотелины — бициклические полипептиды, состоящие из 21 аминокислотного остатка с двумя бисульфидными связями. Имеется большое сходство между структурой эндотелинов и некоторыми нейротоксическими пептидами.

## Функция
Основной механизм действия эндотелинов заключается в высвобождении кальция, что вызывает:
1. стимуляцию всех фаз гемостаза, начиная с агрегации тромбоцитов и заканчивая образованием красного тромба;
2. сокращение и рост гладких мышц сосудов, приводящие к утолщению стенки сосудов и уменьшению их диаметра — вазоконстрикции.

Синтез эндотелинов усиливают тромбин (активизирующий эндотелинпревращающий фермент) и тромбоциты. Эндотелины, в свою очередь, вызывают адгезию и агрегацию тромбоцитов.
Эффекты эндотелинов неоднозначны и определяются рядом причин. Наиболее активен изомер — эндотелин-1. Он образуется не только в эндотелии, но и в гладких мышцах сосудов, нейронах, глие, мезенгиальных клетках почек, печени и других органах. Полупериод жизни — 10-20 мин., в плазме крови — 4-7 мин. Лёгкие удаляют до 90 % эндотелинов. Эндотелин-1 причастен к ряду патологических процессов (инфаркту миокарда, нарушению ритма сердца, лёгочной и системной гипертонии, атеросклерозу и др.).
Существует 3 изоформы пептида, которые отличаются по спектру экспрессирующих их тканей, и 2 рецептора пептида ETA и ETB. ETA рецептор находится в гладкомышечной ткани и при связывании с ним эндотелина вызывает сужение сосудов и задержку натрия, что повышает кровяное давление. ETB рецептор находится на клетках эндотелия. Когда эндотелин связывается с ETB, это увеличивает вывод натрия и диурез (мочевыделение), а также приводит к повышению синтеза NO (или англ. endothelium-derived relaxing factor), обладающего сосудорасширяющими свойствами. Всё это снижает кровяное давление.
Конечный эффект эндотелина зависит от его концентрации. При низкой концентрации больше проявляется его сосудорасширяющий эффект благодаря связыванию с ETB рецепторами на эндотелии. Однако, при более высокой концентрации он начинает связываться с ETA рецепторами на гладкомышечных клетках и проявляет свою основную активность, вызывая значительное сужение сосудов.
В норме существует баланс между сосудосуживающими (эндотелин, кальцитонин и др.) и сосудорасширяющими (NO, простациклин и др.) агентами. Такой баланс поддерживает и регулирует кровяное давление.

## Патология
Избыточное образование эндотелина может вызывать лёгочную гипертензию. Лечение такой лёгочной гипертензии может осуществляться антагонистами эндотелиновых рецепторов, такими как бозентан (англ. bosentan) и ситакс-сентан (англ. sitaxsentan). Последний избирательно блокирует ETA рецептор и таким образом позволяет ETB рецептору стимулировать синтез NO.